# 保健衛生調査会
保健衛生調査会 (ほけんえいせいちょうさかい) は国民の保健衛生の向上、死亡率の低減を目的として、日本の内務省に1916年 (大正5年) 6月に設置された行政組織。1930年 (昭和5年) 頃から日本で急速に拡大する優生政策への道を開いた組織の1つである。1939年 (昭和14年) に改組、その年に作られた国民体力審議会に吸収され、消滅した。

## 沿革
- 1916年 (大正5年) 6月27日、第2次大隈内閣が保健衛生調査会官制 (勅令第一七二号) により内務省に設置する[1][2]。
- 同年7月19日、特別委員会が開かれその時に、調査会が行うべき調査事項が決定される[2]。
- 同年7月22日、第3回会議開催。この席で、佐伯委員の提案により、第1部から第8部までの組織に分化することが決定される[2]。永井潜が優生学に基づいた調査事項を加えるように提案するが、この時点では他の委員から反対されて実現しなかった[3]。
- 以後、必要に応じて特別委員会が設置される[2]。
- 1921年 (大正10年) 6月22日、総会において部会制の廃止が議決される[3]。同総会では、「民族衛生ニ関スル調査調査ノ建議」が議決されている[4]。
- 1939年 (昭和14年) 、国民体力審議会官制 (勅令第四九七号) により厚生省内に国民体力審議会が設置されることが決まる[2][5]。これに伴い、保健衛生調査会は同審議会に吸収されることになり、同調査会は消滅した[2]。

## 編成・調査事項
各部の調査項目は以下のように定められた。
- 第1部 乳兒幼兒、学齡兒童及青年ノ保健衛生
- 第2部 結核
- 第3部 花柳病
- 第4部 癩
- 第5部 精神病
- 第6部 衣食住
- 第7部 都市及農村衛生状態
- 第8部 統計

## 発足
19世紀末から既にヨーロッパでは、それまで経験したことのない急激な出生率の低下が始まっていて、労働人口の急激な減少が生じた。ヨーロッパで最初に急激な出生率の減少を経験したのがフランスだった。
フランスでは、兵士の数が減少し国力の減退を招き国家の安全保障に係ると主張する論者が出産奨励政策を叫んでいた。19世紀末のフランスでは長期的な人口予想というものが議論されていたが、実際にはずさんな論理と粗雑なデータに基づいた過剰反応であって、予測はまったく外れていた。1930年代のフランスでは、このような議論が誤りだったことが広く議論されるようになった。
出生率の低下は日本にも遅れてやってきた。時期的には、ドイツの少し後、北欧と大体同じ頃のことである。保健衛生調査会設置の背景には、当時の日本で出産率低下傾向が見られたことが挙げられている。
同調査会は会長に内務次官を据え、発足当時の人数で34名の委員からなっていた。委員の中には、永井潜・富士川游・光田健輔らが含まれている。永井や光田は優生思想の推進者である。
調査会が集めたデータは、精神病院法と結核予防法の成立に当たって基礎資料に使われた。

## 変質
未然に出産率の低下を防ごうとしたのが同調査会発足の当初の動機だったが、その目的は次第に変質していき優生政策へとシフトしていく。
日本政府内で本格的に優生政策が議論されたのは、1916年 (大正5年) の内務省保健衛生調査会でのことだと言われている。同調査会の委員の中には永井潜のような優生学の信奉者も発足当初からいたが、少なくとも発足時には、委員全体としては優生思想を積極的に推進しようとする者は少数派だった。また、同調査会を監督するべき一木喜徳郎内相も優生政策推進にはあまり興味を持っていなかった。
しかし、時代が下るとともに優生政策に積極的な委員が増え始める。1921年 (大正10年) の同調査会総会において、矢作、永井、林、栗本、北島、唐澤、三宅の7委員の提案により「民族衛生」(当時の、優生政策を意味する用語) の調査を始める議案が提案され、全会一致で可決された。これにより、国家の政策として優生政策が動き始めることになる。
特に1930年 (昭和5年) 3月に、同調査会に「民族衛生に関する特別委員会」が設置されてからは、優生政策が積極的に推進されるようになる。採用された優生政策は、消極的優生政策 (劣等・害悪だと見なされた者を、断種や結婚制限を加えることによって消滅させることにより、優秀な性質を持つと見なされる集団の維持・増進を図ろうとする優生政策) だった。
この時期に一気に優生政策が推進されたのには、浜口雄幸内閣の内相安達謙蔵の存在が大きい。また政府とは別個に、1930年 (昭和5年) に日本民族衛生学会が設立 (11月30日発足、1935年〈昭和10年〉9月に財団法人日本民族衛生協会へ改組)されており、優生思想を推進しようとする学者や医者の数も増えていた。
1929年 (昭和4年) を境にして、日本ではハンセン病患者に対する絶対隔離政策が次々と実施されている。1929年 (昭和4年) に成立した浜口雄幸内閣は内相に安達謙蔵を任命した。ハンセン病撲滅に積極的な安達を起用したためハンセン病政策は一気に進み、同年の安達内相の保健衛生調査会長就任 (1929年〈昭和4年〉4月～1931年〈昭和6年〉3月)、内務省による「癩の根絶策」(1930年〈昭和5年〉) の策定・公表によるハンセン病患者の強制収容政策の開始、翌1931年 (昭和6年) の癩予防法の成立、財団法人癩予防協会の発足 (安達謙蔵と渋沢栄一の主導で設立、会長には渋沢栄一が就任)と続く。
元々、ハンセン病患者の収容施設に関して保健衛生調査会では、群馬県草津の湯ノ沢部落で長年に渡って存在していた自由療養地を念頭に置いて議論していたが、安達が主導権を握ってからは隔離施設への強制収容に変容した。
また、永井潜らは優生政策を遺伝病に限定して議論していたが、他の多くの議員は、遺伝病と伝染病の区別を峻別しないまま粗雑な議論をしている。彼らは、劣等・害悪と見なした患者たちを消極的優生政策によって消滅させようとした。
安達の推進したハンセン病撲滅政策は、そのまま安達の所属した立憲民政党の政策として採用され、1932年 (昭和7年) の第18回総選挙においてもハンセン病政策が選挙戦の争点に掲げられた。これは、多分に選挙戦術的色彩が強かったが、自由療養地区の消滅に見られるように以後のハンセン病政策に影響を与えた。

### 注
1. ↑  栗生楽生園に自由療養所があるにはあったが、有資産者以外は移住できなかった。